# 佐々木麻緒
佐々木 麻緒（ささき まお、1999年6月1日 - ）は、日本の元女優（元子役）。千葉県流山市出身。2012年末までセントラルグループ・セントラル子供タレントに所属していた。

## 人物
- 2005年、『火垂るの墓』で一躍注目される。
- 役者になるきっかけは、母親がオーディションに応募したこと。
- 『マリと子犬の物語』でヒロイン役を演じ、第17回日本映画批評家大賞の新人賞にあたる小森和子賞を受賞[1]。
- 子役時代は三池崇史の監督作品に多く出演しており、三池から信頼を寄せられていた[2]。
- 2018年5月から 映像コンテンツ権利処理機構 (aRma)が二次利用許諾の手続きの為、行方を追っている[3]。

## 出演

### テレビドラマ
- 白い巨塔 第1・2話（2003年、フジテレビ） - 小西みどりの娘 役
- 女と愛とミステリー 松坂慶子スペシャル パートタイム探偵2（2004年、テレビ東京） - 小田島理恵（幼少） 役
- 火曜サスペンス劇場 「下町・銭湯騒動記4」（2004年、日本テレビ） - 片桐ミキ 役
- アットホーム・ダッド（2004年、関西テレビ） - 小沼香織 役
- 女と愛とミステリー 夏樹静子サスペンス 特捜刑事・遠山怜子2（2004年、テレビ東京） - 加瀬由美（幼少期） 役
- ほんとにあった怖い話 第8話 「見えない絆」（2004年、フジテレビ） - 佐藤ありさ 役
- 愛の劇場 うちはステップファミリー（2005年、TBS） - 小山田摩耶 役
- 曲がり角の彼女 第9話（2005年、フジテレビ） - 穴井夕子の娘 役
- ウルトラマンマックス 第15話 「第三番惑星の奇跡」（2005年、中部日本放送） - アッコ 役
- ドラマ・コンプレックス 終戦60年スペシャルドラマ 火垂るの墓（2005年、日本テレビ） - 横川節子 役
- 神はサイコロを振らない〜君を忘れない〜（2006年、日本テレビ） - 浜砂桃子 役
- 土曜ワイド劇場 フリー女子アナの殺人リポート2（2006年、テレビ朝日） - 島村梢 役
- 愛の劇場 すてきにコモン!（2006年、TBS） - 桜田花 役
- トップキャスター 第2話（2006年、フジテレビ） - 財前彩香 役
- 純情きらり（2006年、NHK） - 杉加寿子 役
- 僕たちの戦争（2006年、TBS） - 石庭吾一の妹 役
- 相棒 Season5第11話 元旦2時間30分SP バベルの塔〜史上最悪のカウントダウン!（2007年1月1日、テレビ朝日）- 辰巳はるか 役
- 明智光秀〜神に愛されなかった男〜（2007年、フジテレビ） - たま 役
- 火曜ドラマゴールド 現代に甦った闇の死置人 あなたの怨み晴らします（2007年、日本テレビ） - 橋本里奈 役
- 24時間テレビ 君がくれた夏 〜がんばれば、幸せになれるよ〜（2007年、日本テレビ） - 莉子 役
- 女かけこみ寺 刑事・大石水穂（2008年、テレビ東京） - 鶴風ルリ子 役
- だいすき!! 第4話 - 最終話（2008年、TBS） - 福原ひまわり（5 - 7歳） 役
- ナツコイ（2008年、TBS） -　後藤なつき（9歳期） 役
- 浅見光彦〜最終章〜 第3話（2009年11月4日、TBS） - 詩織 役
- デカ007（2010年4月26日、日本テレビ）
- ハガネの女（2010年・2011年、テレビ朝日） - 佐野亜弥美 役
- 特集 わたしが子どもだったころ「いつでも〜小説家・よしもとばなな〜」（2010年8月11日、BShi） - 再現ドラマ、よしもとばなな の少女時代 役
- ジョーカー 許されざる捜査官（第6話） 第6話（2010年8月17日、フジテレビ） - 盛岡真央 役
- 浪花少年探偵団（2012年、TBS） - 江藤美咲　役

### 映画
- 妖怪大戦争（2005年8月公開） - スネコスリ/機怪スネコスリ（声のみ） 役
- 輪廻（2006年1月公開） - 大森千里 役
- 涙そうそう（2006年9月30日公開、東宝） - 新垣カオル（幼少） 役
- 太陽の傷（2006年9月公開） - 片山彩乃 役
- Dear Friends（2007年） - カナエ 役
- マリと子犬の物語（2007年） - 石川彩 役
- ふみ子の海（2007年） - 淡路ふみ子（幼少） 役
- 茶々 天涯の貴妃（2007年） - 千姫（幼少） 役
- ゲゲゲの鬼太郎 千年呪い歌（2008年） - 三つ木霊・次女ヒビキ 役
- 食堂かたつむり（2010年） - 倫子（幼少） 役

### CM
- バンダイ 着衣型チャイルドシート パワーベストあんぜんくん アンパンマン（2004年）
- JR東海 新幹線で万博へ行こう!（2005年）
- 公共広告機構（現：ACジャパン） 言葉でできる地震対策（2006年）
- 花王 ハミング（2006年）
- ケンタッキーフライドチキン 家族たちのクリスマス編（2008年） - 姉 役

### 舞台
- おしん（2008年） - おしん（幼少） 役